# فراری دیتونا اس‌پی۳
فراری دیتونا اس‌پی۳ (به انگلیسی: Ferrari Daytona SP3) یک خودروی اسپرت موتور وسط تولید محدود است که توسط خودروساز ایتالیایی فراری تولید شده‌است و در ۲۰ نوامبر ۲۰۲۱ برای مدل سال ۲۰۲۳ رونمایی شد. دیتونا اس‌پی۳ جدیدترین خودرو از سری خودروهای با کارایی بالا "Icona" است که توسط فراری پس از سری فراری مونزا اس‌پی تولید می‌شود. ۵۹۹ نمونه از سال ۲۰۲۲ ساخته خواهد شد و هر کدام به قیمت ۲٫۲۵ میلیون دلار فروخته خواهد شد. دیتونا اس‌پی۳ دارای یک موتور ۶٫۵ لیتری وی۱۲ تنفس طبیعی است که با ۸۱۲ سوپرفست مشترک است و اولین بازگشت فراری به موتورهای تنفس طبیعی برای خودروهای نسخه محدود بدون سیستم الکتریکی هیبریدی است، از زمان فراری انزو که در سال ۲۰۰۲ ساخته شد.